# Institutionen för datavetenskap, Linköpings universitet
Institutionen för datavetenskap (IDA) vid Linköpings universitet är en av de största datavetenskapliga institutionerna i norra Europa.
Erik Sandewall var den förste innehavaren av Sveriges första professur i datavetenskap. Han tillträdde 1975 och lade grunden för ämnet datavetenskap i Linköping. Institutionen bildades formellt 1983..